# Josh Young
Pour les articles homonymes, voir Young.
Josh Young est un acteur américain surtout connu pour son apparition à Broadway dans Jesus Christ Superstar dans le rôle de Judas et Amazing Grace, à l'origine du rôle de John Newton.

## Biographie
Josh Young a été élevé à Wallingford, en Pennsylvanie, dans une famille juive conservatrice. Il s'est entraîné à l'École des Gouverneurs de Pennsylvanie pour les Arts et détient un BFA en Théâtre Musical de l'Université de Syracuse. 
En 2005, il joue le rôle de Tony lors de la tournée internationale du 50e anniversaire de West Side Story,.
Il joue dans plusieurs spectacles au Festival de Stratford, dont The Grapes of Wrath (Connie), Evita (Che) et Kiss Me, Kate (Paul).
Pour son rôle de Che dans Evita, il remporte le Broadway World Toronto Award du meilleur acteur dans une comédie musicale. Il joue ensuite le rôle de Marius dans une tournée des Misérables.
De 2011 à 2012, il interprète le rôle de Judas dans la reprise de Jesus Christ Superstar pour lequel il est nommé au Tony Award du meilleur second rôle masculin dans une comédie musicale. Le 8 mai 2012, il a remporte le Theatre World Award pour une première performance exceptionnelle de Broadway pour ce rôle.
En mars 2013, Young interprète Bring On The Men de la comédie musicale Jekyll & Hyde de Broadway au concert de collecte de fonds Broadway Cares / Equity Fights AIDS Broadway Backwards.
En 2015, il joue dans la comédie musicale Amazing Grace à Broadway dans le rôle de John Newton. Il gagne le Broadway World Award pour ce rôle dans la première de Chicago au théâtre Bank of America.

## Vie privée
Le 12 janvier 2017, il se fiance à l'actrice Emily Padgett (en). Ils se marient le 3 juin 2018,. Le couple a accueilli leur premier enfant, une fille nommée Adele May Young, le 3 février 2019. En 2019, Young a rejoint la faculté de l'Université d'Oakland.